# La Presa, Álvaro Obregón
La Presa är en ort i Mexiko.   Den ligger i kommunen Álvaro Obregón och delstaten Michoacán de Ocampo, i den södra delen av landet, 210 km väster om huvudstaden Mexico City. La Presa ligger 1 840 meter över havet och antalet invånare är 759.
Terrängen runt La Presa är platt åt nordost, men åt sydväst är den kuperad. Runt La Presa är det ganska tätbefolkat, med 78 invånare per kvadratkilometer. Närmaste större samhälle är San Agustín del Pulque, 7,8 km nordväst om La Presa. Trakten runt La Presa består till största delen av jordbruksmark.